# In the Earth
In the Earth é um filme de terror e suspense britânico-estadunidense de 2021 escrito e dirigido por Ben Wheatley. É estrelado por Joel Fry, Reece Shearsmith, Hayley Squires, Ellora Torchia, John Hollingworth e Mark Monero.
Teve sua estreia mundial no Festival de Cinema de Sundance e foi lançado em 16 de abril de 2021 pela Neon.

## Sinopse
Um vírus ameaça a existência humana. O pesquisador agrícola Dr. Martin Lowry deixou seu laboratório para visitar uma estação de pesquisa remota, acompanhado por um guia local do parque. Ele quer o cientista encontre a Dra. Olivia Wendle e seus colegas que estão investigando o solo invulgarmente fértil da região e do qual não se tem notícias há algum tempo. 

## Elenco
- Joel Fry como Martin Lowery
- Reece Shearsmith como Zach
- Hayley Squires como Olivia Wendle
- Ellora Torchia como Alma
- John Hollingworth como James
- Mark Monero como Frank

## Recepção
No Rotten Tomatoes, o filme detém uma taxa de aprovação de 76% com base em 130 críticas, com uma classificação média de 6,7/10. O consenso do site diz, "No caleidoscópio sombrio de horror de In the Earth está uma meditação alucinógena sobre os medos pandêmicos residuais que assombram a humanidade". No Metacritic, o filme teve pontuação média ponderada de 61 de 100, com base em 30 avaliações, indicando "críticas geralmente favoráveis".